# Huși
Huşi é uma cidade e município da Roménia com 25.045 habitantes, localizada no judeţ (distrito) de Vaslui.